# Villar de Rena
Villar de Rena – gmina w Hiszpanii, w prowincji Badajoz, w Estramadurze, o powierzchni 82,39 km². W 2011 roku gmina liczyła 1438 mieszkańców.